# Parmenonta chapadensis
Parmenonta chapadensis là một loài bọ cánh cứng trong họ Cerambycidae.